# Koji Morimoto
Kōji Morimoto (森本晃司, Morimoto Kōji, nascut el 26 de desembre de 1959) és un director d'anime japonès. Alguns dels seus treballs inclouen ser animador a la pel·lícula Akira; curts a Robot Carnival, Short Peace i The Animatrix; i animació clau en anime com ara Kiki's Delivery Service, City Hunter i Fist of the North Star. És el cofundador de Studio 4 °C. Des del 2009 acull l'equip creatiu independent 'phy'.

## Biografia
Nascut a la prefectura de Wakayama, es va graduar a Osaka el 1979 i un parell d'anys més tard es va incorporar a l'estudi Annapuru com a animador de la sèrie de televisió Ashita no Joe (lit: "El Joe de demà"). Mentre hi treballava va veure una mica d'animació de Takashi Nakamura a Gold Lightan, una sèrie de televisió meca estàndard d'un estudi rival. Va quedar impressionat i el va inspirar a deixar la seva feina i convertir-se en animador autònom.
Morimoto va col·laborar sovint amb Nakamura, sobretot en el segment "The Order to Stop Construction" de Katsuhiro Otomo de la pel·lícula d'antologia Neo-Tokyo. Això li va obrir moltes portes, des de treballar com a director d'animació al llargmetratge emblemàtic d'Otomo Akira i l'oportunitat de dirigir un curt per l’antologia Robot Carnival. Al voltant d'aquesta època va fundar Studio 4 °C amb la productora Eiko Tanaka i el company d'animació Yoshiharu Sato.
Des de llavors, Morimoto s'ha centrat gairebé exclusivament en la seva tasca de direcció. La seva obra es va tornar cada cop més inusual amb el temps. Això està millor representat per les escenes de concert a Macross Plus i el seu curtmetratge Noiseman Sound Insect.
A part d'un petit seguiment de culte, les seves pel·lícules han estat ignorades fora del Japó. Això ha començat a canviar en els últims anys, amb la seva obra d'art apareixent a les exposicions Superflat de Takashi Murakami a tot el món, l'exposició Anime Proto Cut, i va ser convidat per les germanes Wachowski per dirigir "Beyond" , un segment de The Animatrix. Actualment està treballant en Sachiko, el seu segon llargmetratge.

## Filmografia

### Pel·lícules
- Robot Carnival – "Franken's Gears" (1987)
- Akira (animador, 1988)[2]
- Fly! Peek the Whale (とべ!くじらのピーク, Tobe! Kujira no Peek) (1991)
- Nine Love Stories – "Hero" (1991)
- Open the door (トビラを開けて, Tobira wo Akete) (1995)
- Memories – "Magnetic Rose" (1995)
- Noiseman Sound Insect (1997)
- Eternal Family (1997)
- Dimension Loop (2001)
- The Animatrix – "Beyond" (2003)
- Digital Juice – "The Saloon in the Air" (2003)
- Mind Game (2004)[2]
- Genius Party Beyond – "Dimension Bomb" (2008)[2]
- Short Peace (2013) – seqüència d’apertura[4]
- A Better Tomorrow (2013) (Director HIKARI) – LEXUS SHORT FILMS Animation’s Part
- 25 Anniversary Magic: The Gathering Exhibition (2018) "φ（Phy)"

### TV
- Italian game (2016) "Lupin the III" animació d’apetrura
- 18if　 (2016)– Episodi#10 "α Dream Dimension"
- Rinishii!! Ekoda Chan (2019) – Episodi　#12

### Vídeos musicals
- KEN ISHII – "EXTRA" (1996)[5]
- The Bluetones – "4-Day Weekend" (1998)
- Glay – "Survival" (サバイバル, Sabaibaru) (1999)
- Hikaru Utada – "You Make Me Want To Be A Man" (2005)
- Hikaru Utada – "Passion" (2005)